# Tschaikisten

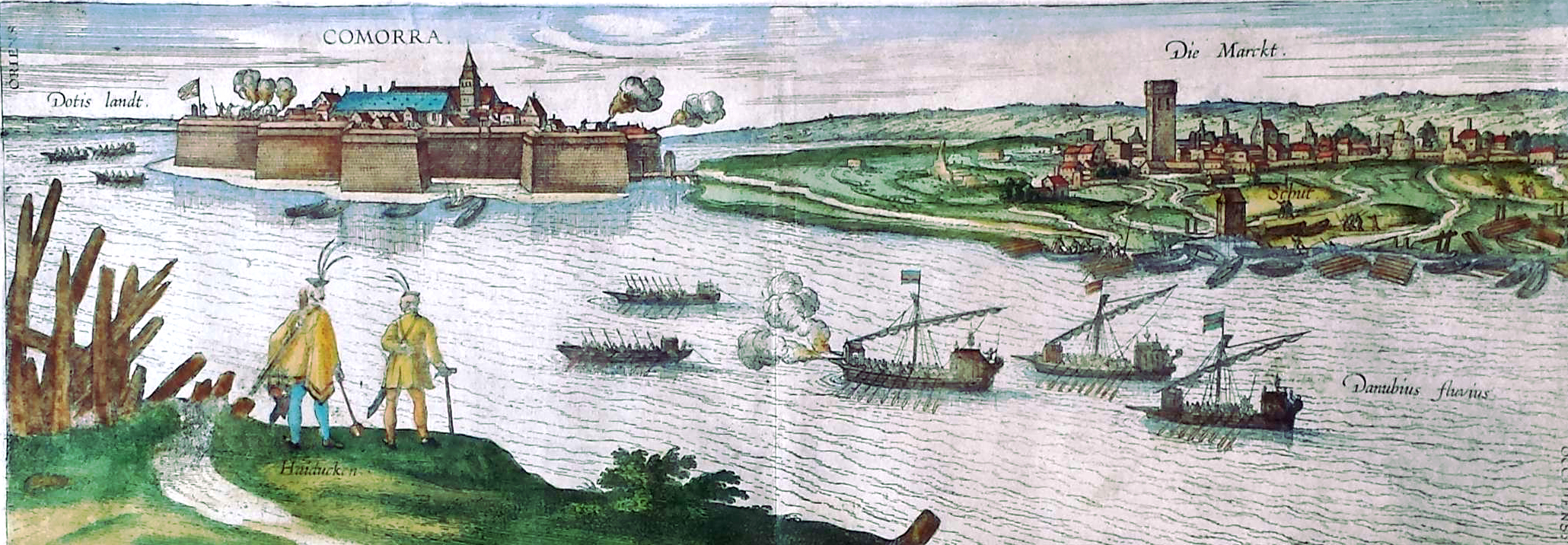
Tschaiken auf der Donau vor der ungarischen Stadt Komárom, 1597 (Georg und Jacob Hoefnagel).

Tschaikisten (serbisch шајкаши šajkaši, ungarisch sajkások), auch Nassadisten (serbisch насадисте nasadiste), nannte man die Flussmatrosen, zu deren Aufgaben auch die Bewachung des Hafens von Belgrad und der Häfen an der Grenze zum Osmanischen Reich gehörte. Die Bezeichnung leitet sich von einem auf den Flüssen der Balkanhalbinsel verwendeten Bootstyp „Tschaike“  ab und wurde grundsätzlich für diesen speziellen Personenkreis verwendet, unabhängig davon, ob die ihm Angehörenden auf christlicher oder osmanischer Seite Dienst taten. Dementsprechend werden vor allem in der älteren Literatur die osmanischen Flussmatrosen häufig als Nassadisten bezeichnet.

## Geschichte

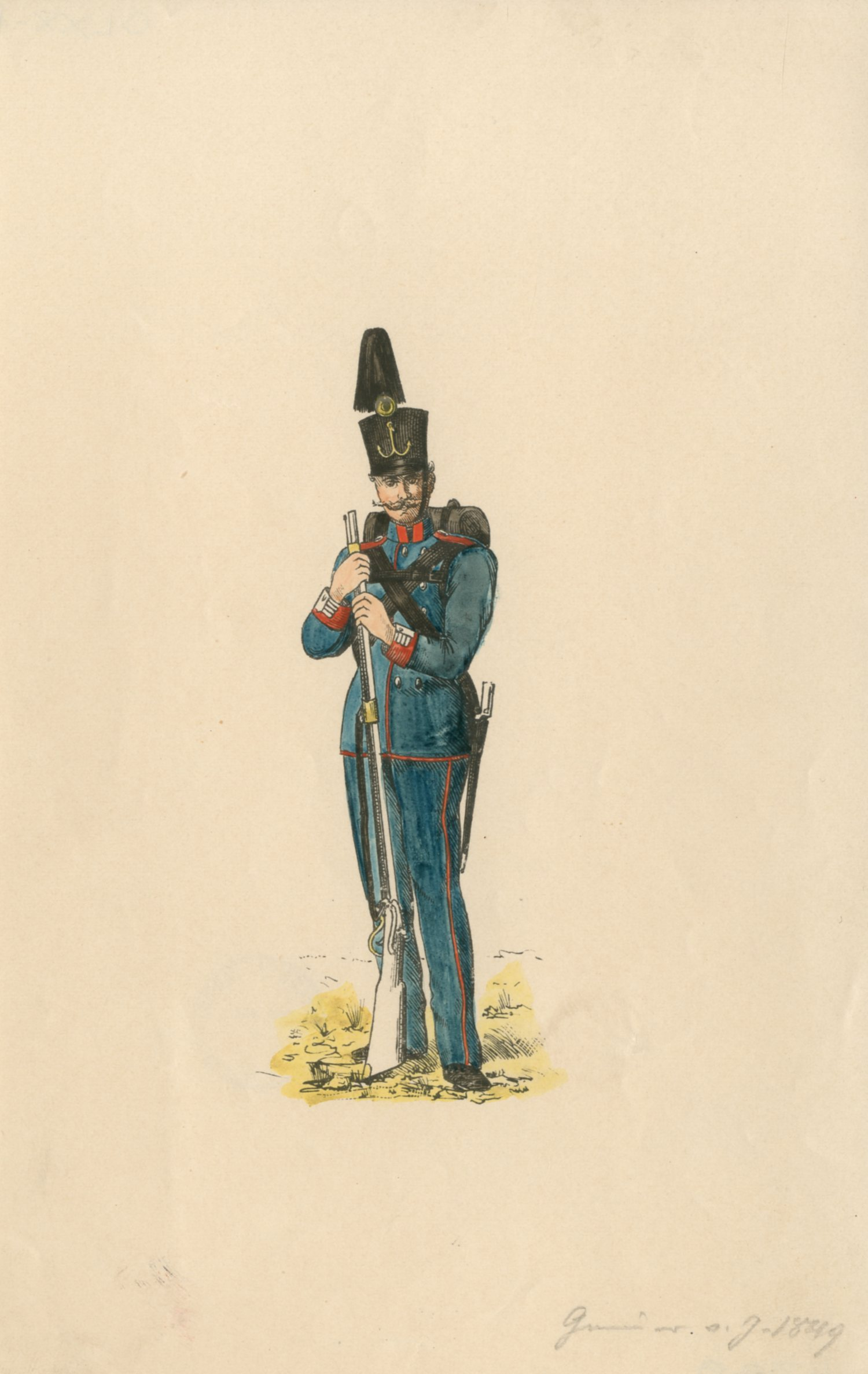
Ein Tschaikist der Flottillentruppen der Habsburgermonarchie, welche die Donau und die Save gegen das Osmanische Reich bewachten, 1849.

Auf christlicher Seite dienten sie anfangs dem Königreich Ungarn und später dem Habsburgerreich. Ihnen wurde ein spezieller militärischer Status gewährt. In der Schlacht von Peterwardein anno 1526 (kurz vor der Schlacht von Mohács) schlugen die Tschaikisten unter dem Kommando des serbischen Despoten Radič Božić erfolgreich die osmanische Donauflotte.
Dagegen wird ein Grund für die osmanische Eroberung Belgrads 1521 in der Weigerung der Tschaikisten zu kämpfen gesehen, da ihnen jahrelang ihr Sold nicht ausbezahlt wurde.
Nach der Eroberung Ungarns wurden viele serbische Tschaikisten in der heutigen Slowakei angesiedelt und mit ihnen die österreichische Tschaikistenflotte begründet. Tschaikisten waren fester Bestandteil der österreichischen Donauflotte. Nach der österreichischen Eroberung Ungarns und der heutigen Vojvodina wurde auch eine Tschaikistenprovinz ins Leben gerufen, die Šajkaška in der Batschka.
Das Hauptschiff der Tschaikisten war die so genannte Tschaike, auch Nassade, Nassare oder Nasse genannt, ein flaches Ruderboot, das für Kampf- und Transportzwecke verwendet werden konnte. Es wies meist auch einen Mast mit Segel auf und hatte gewöhnlich eine Besatzung von bis zu 30 Mann. Wurde es als Kriegsfahrzeug verwendet, so war es in der Regel zusätzlich mit einer Kanone (Şayka-Geschütz, siehe Topçu) ausgestattet.
Der Schiffstyp Tschaike war wie ihre seegängige Variante Galeere, schnell, flink, wendig, flach gehend und mit vergleichbar wenig Aufwand zu betreiben. Die Tschaiken waren in der seichten, aber breiten Donau der Schrecken der andrängenden Türken und an allen Schauplätzen des türkischen Vormarsches im Einsatz.